# Polska Szkoła Podstawowa w Oldrzychowicach
Polska Szkoła Podstawowa w Oldrzychowicach – szkoła małoklasowa znajdująca się niedaleko Trzyńca. Od roku 2003 szkoła oldrzychowicka jest administracją Szkoły Podstawowej i Przedszkola u Trzyńcu.

## Ogólnie o szkole
W budynku znajdują się dwie klasy lekcyjne, klasopracownia komputerowa, sala gimnastyczna i świetlica szkolna. W budynku szkolnym mieści się również przedszkole. Szkoła posiada własną kuchnię i stołówkę, duży ogród i boisko. Nauka odbywa się w klasach łączonych, tzn. że w jednej klasie uczą się równolegle dzieci różnych roczników od 1 do 5.

## Historia szkolnictwa w Oldrzychowicach[1]
Pierwszy budynek powstał w Oldrzychowicach-Równi w roku 1782. Do szkoły uczęszczały dzieci z Oldrzychowic, Tyry i Łyżbic. Budynek był drewniany i spłonął. W roku 1869 przystąpiono do budowy murowanego budynku szkolnego, na tym samym miejscu co budynek z roku 1782. W 1870 poświęcono nowo zbudowaną ewangelicką szkołę ludową, dziś siedziba kościoła ewangelickiego.
Obywatele Wsi zakupili budynek, przerobili go na szkołę i w roku 1872 oddano go do użytku, tak powstała szkoła we Wsi. 18 sierpnia 1904 roku odbyło się położenie kamienia węgielnego pod nową dwuklasową szkołę we Wsi.
Wielka liczba dzieci wywoływała potrzebę wybudowania dalszego budynku szkolnego – w roku 1906 wybudowano trzyklasową szkołę w Równi. Dnia 31 października 1908 odbyło się poświęcenie nowej szkoły w Równi.
Ogromne zmiany w koncepcji nauczania oraz stale obniżająca się liczba uczniów w szkołach polskich były powodem do zamykania szkół małoklasowych w wielu gminach. W latach 1976 i 1977 zanikają szkoły w Tyrze, w Gutach i w Oldrzychowicach – Wsi, a szkoła w Równi staje się szkołą zbiorczą. Ta sytuacja trwa do dziś: od roku 1980 gmina Oldrzychowice zostaje częścią miasta Trzyńca, a od roku 2003 szkoła oldrzychowicka staje się częścią administracyjną szkoły trzynieckiej. Szkoła urzędowo już nie istnieje.

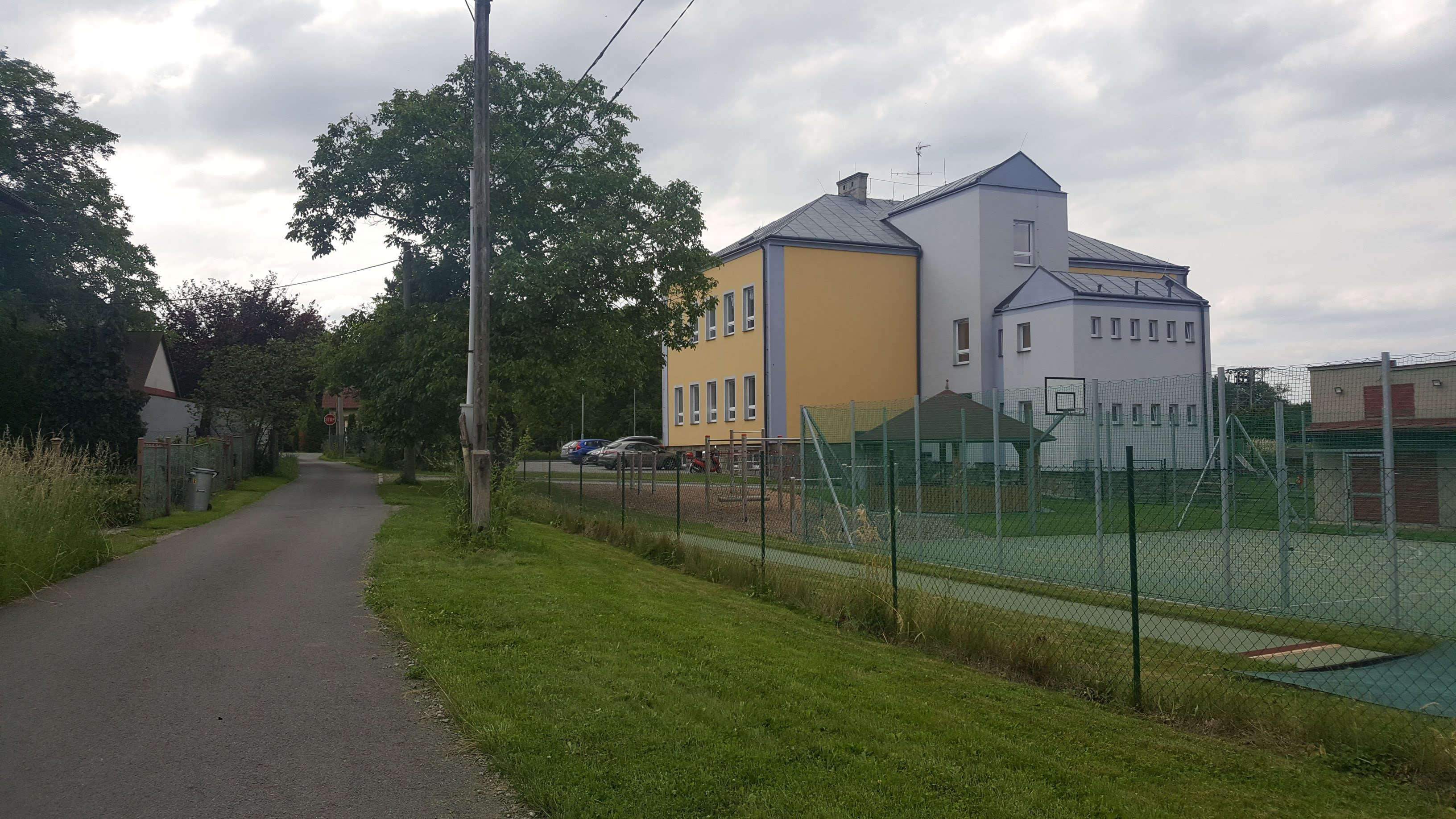
Szkoła z boku

## Z historii Oldrzychowic
Wieś Oldrzychowice wzmiankowana jest już w roku 1305. Założona została prawdopodobnie w XII wieku, uzyskując nazwę swego założyciela Ulryka. Nazwa wsi Urlici villa / wieś Ulryka/ pojawiła się w spisie miejscowości śląskich zobowiązanych do płacenia dziesięcin biskupowi wrocławskiemu. O historii wsi traktuje również dokument z roku 1906, zamurowany w ścianę budynku szkolnego w Oldrzychowicach-Równi.

## Kierownicy i dyrektorzy szkoły w Oldrzychowicach – Równi[5]
- Jan Szczepański 1908 – 1937
- Paweł Pustówka 1937 – 1950
- Jan Macura 1950 – 1953
- Rudolf Harok 1953 – 1971
- Ryszard Szarowski 1971 – 1980
- Rudolf Harok 1980 – 1982
- Stanisława Rusnokowa 1982 – 1983
- Władysław Wałach 1983 – 2002
- mgr Tadeusz Szkucik od 1.1.2003 szkoła staje się częścią składową szkoły trzynieckiej
- mgr Anna Jeż

## Absolwenci szkoły
- Noemi Bocek

- Jan Milikowski[6] – nauczyciel i wydawca książek. Był właścicielem oficyn wydawniczych w Tarnowie, Stanisławowie i najwybitniejszej we Lwowie. Zabiegał u samego Mickiewicza o pozwolenie na wydanie Pana Tadeusza

- Jan Tacina[7] – folklorysta, zbieracz pieśni i tańców ludowych. Zebrał ponad 12 tysięcy pieśni, pochodzących dłównie z Cieszyńskiego

- Henryk Jasiczek[7] – wybitny pisarz